# روابط ازبکستان و تاجیکستان
روابط ازبکستان و تاجیکستان به روابط جمهوری ازبکستان و جمهوری تاجیکستان اشاره دارد. تحلیلگران گفتند که این دو کشور «درگیر جنگ سرد اعلام نشده» هستند و در آسیای میانه بدترین روابط دوجانبه را دارند. با این حال، با انتخاب شوکت میرضیایف به عنوان رئیس‌جمهور ازبکستان روابط ازبکستان و تاجیکستان و همچنین روابط ازبکستان و همسایگان آن در آسیای مرکزی، به دوره جدیدی از پتانسیل رسید. اجرای عملی این پتانسیل هنوز دیده نشده‌است و تا سال ۲۰۲۰ منطقه آسیای میانه یکی از کمترین مناطق ادغام شده در جهان است.در سال ۲۰۲۴ مذاکرات بین ازبکستان و تاجیکستان آغاز شد و در سال ۲۰۲۵ امامعلی رحمان رئیس‌جمهور تاجیکستان و شوکت میرضیایف رئیس‌جمهور ازبکستان در شهر خجند، پیمان تعیین نقطه اتصال مرزهای دولتی سه کشور و بیانیه «خجند» درباره دوستی ابدی به امضا رسید.

## پیش از استقلال
امپراتوری روسیه (۱۷۲۱–۱۹۱۷) ترکستان غربی را به عنوان یک واحد منفرد کنترل می‌کرد. ایجاد «ملتهای گوناگون» در آسیای میانه در دستور کار سیاستگذاران روسیه نبود. با این وجود، شور انقلابی جنگ استقلال ترکیه (۱۹۱۹–۱۹۲۳) از امپراتوری عثمانی سابق به سرزمین‌های روسیه سرازیر شد. بر اساس ایدئولوژی پان ترکیسم، که می‌خواهد همه سخنرانان زبانهای ترکی از آناتولی تا چین را به یک کشور واحد متحد کند، رهبر جوان ترک انور پاشا شورش باسماچی را در آسیای مرکزی شوروی رهبری کرد. با این حال، اصلاح طلبان پان ترکیست و جدیدیان، حتی اعضای حزب کمونیست ضد باسمچی ترکستان، با ادعای تاجیک‌ها و سایر اقوام غیر ترک برای داشتن هویتی جداگانه در آسیای میانه خصمانه بودند.
استقرار جمهوری سوسیالیستی ازبکستان شوروی در سال ۱۹۲۴ به عنوان بخشی از تحدید حدود ملی در اتحاد جماهیر شوروی منجر به ازبک‌سازی مراکز فرهنگی تاجیکستان همانند سمرقند و بخارا، و همچنین همه تاجیک‌ها در ازبکستان و تاجیکستان، از آنجایی که تاجیکستان حق جمهوری جمهوری سوسیالیستی شوروی خود را نداشت. ژنتیک و قومیت «ازبک‌ها» شامل انحلال خاصی از اقوام دیگر مانند سارت‌ها و کورامی‌ها، که با دیگر مردمان ایرانی‌تبار مانند ازبک‌هایی که پیش از ازبک‌سازی تاجیک بودند، بود. سرانجام، جمهوری سوسیالیستی شوروی تاجیکستان (که به اختصار تاجیکستان نیز شناخته می‌شود) در سال ۱۹۲۹ ایجاد شد. همکاری‌های ترک‌ها، قزاق و تاتارهای کریمه با قدرتهای محور در طول جنگ جهانی دوم منجر به واکنش مقامات شوروی شد که شامل انتقال جمعیتی بود که قفقازی‌ها را به آسیای میانه آورد.
هر دو جمهوری در تلاش برای حفظ اتحاد جماهیر شوروی به شکل دیگری در همه‌پرسی در مارس ۱۹۹۱ شرکت کردند، اما به زودی با تلاش برای کودتا در اوت همان سال منع شد. در نتیجه، ازبکستان و تاجیکستان هر دو استقلال خود را در ماه‌های ۱۹۹۱ اعلام کردند و به عضویت کشورهای مستقل همسود درآمدند که در پایان سال رسماً تجزیه اتحاد جماهیر شوروی آغاز شد.

پرچم جمهوری سوسیالیستی شوروی ازبکستان
پرچم جمهوری سوسیالیستی شوروی تاجیکستان

## توسعه در روابط
با انتخاب شوکت میرضیایف به عنوان رئیس‌جمهور ازبکستان روابط ازبکستان و تاجیکستان و همچنین روابط ازبکستان و همسایگان آن در آسیای میانه به دوره جدیدی از پتانسیل رسید. میرضیایف و امام‌علی رحمان از سپتامبر ۲۰۱۶ چندین بار دیدار کرده‌اند و در مارس ۲۰۱۸، میرضیایف سفری تاریخی به دوشنبه داشت، جایی که ۲۷ توافق‌نامه دو جانبه در زمینه‌های تجاری، اقتصادی، سرمایه‌گذاری، مالی، حمل و نقل و ترانزیت، کشاورزی، آب، انرژی، مالیات، گمرک، گردشگری، آموزش و علوم، بهداشت، فرهنگ و همکاری‌های بین منطقه ای در زمینه امنیت و مقابله با جرم امضا شده‌است.